# Lövhjulspindel
Lövhjulspindel (Araneus triguttatus) är en spindelart som först beskrevs av Fabricius 1793.  Lövhjulspindel ingår i släktet Araneus och familjen hjulspindlar. Enligt den svenska rödlistan är arten nära hotad i Sverige. Arten förekommer i Götaland och Svealand. Artens livsmiljö är skogslandskap. Inga underarter finns listade i Catalogue of Life.